# Kastraki-Stausee
Der Kastraki-Stausee (griechisch Λίμνη Καστρακίου, Limni Kastrakiou) ist ein künstlicher See in Griechenland.  Er liegt östlich von Kastraki und Bampalio im nordöstlichen Teil der Präfektur Ätolien-Akarnanien. Er ist die letzte Talsperre am Acheloos unterhalb der Kremasta-Talsperre. Die Wasserfläche ist rund 28 km² groß und der Speicherraum umfasst etwa 1.000.000.000 Kubikmeter Wasser. Das Absperrbauwerk ist 95 m hoch, 530 m lang und an der Basis 380 m breit. Das integrierte Wasserkraftwerk leistet 320 MW und wird von der DEI betrieben. Es werden 640 GWh/Jahr erzeugt. Bis 2010 sollte der Speicherraum vergrößert und die Stromproduktion um 41 GWh/Jahr erhöht werden.